# Póvoa de Santa Iria
Póvoa de Santa Iria era una freguesia portuguesa del municipio de Vila Franca de Xira, distrito de Lisboa.

## Historia
Fue creada al ser su territorio desmembrado de la freguesia vecina de Santa Iria de Azóia, en el municipio de Loures, el 13 de abril de 1916; permaneciendo integrada en ese mismo municipio hasta el 8 de noviembre de 1926 cuando pasó a depender de Vila Franca de Xira.
Un cierto desarrollo industrial asociado a un fuerte crecimiento poblacional contribuyó a su conversión en villa el 24 de septiembre de 1985, al cual se siguió, tras unos pocos años, la atribución del estatuto de ciudad el 24 de junio de 1999.
Fue suprimida el 28 de enero de 2013, en aplicación de una resolución de la Asamblea de la República portuguesa promulgada el 16 de enero de 2013 al unirse con la freguesia de Forte da Casa, formando la nueva freguesia de Póvoa de Santa Iria e Forte da Casa.

## Patrimonio
- Quinta de Nossa Senhora da Piedade